# Ambasada Albanii przy Stolicy Apostolskiej
Ambasada Republiki Albanii przy Stolicy Apostolskiej – misja dyplomatyczna Republiki Albanii przy Stolicy Apostolskiej. Ambasada mieści się w Rzymie, w pobliżu Watykanu.

## Historia
Albania nawiązała stosunki dyplomatyczne ze Stolicą Apostolską po upadku komunizmu w tym kraju. Podniesione one zostały do rangi ambasad 7 września 1991. 22 kwietnia 1993 listy uwierzytelniające złożył Willy Kamsi - pierwszy albański ambasador przy Stolicy Apostolskiej.